# مون يونغ-نام
مون يونغ نام (بالكورية: 문영남) (من مواليد 13 مارس 1960) كاتبة سيناريو تلفزيونية من كوريا الجنوبية. بدأت مون في كتابة الأعمال الدرامية في أوائل التسعينيات، اشتهرت مون في البداية بمسلسل شروط التحبيب (2004)، حياتي الوردية ( 2005)، تتعمق مون غالبا في الحقائق القاسية للحياة الزوجية والأسرية بواقعية وذكاء، وكان أسلوبها دائمًا شائعًا لدى الجماهير المحلية، مما أدى إلى ارتفاع نسبة المشاهدة بمسلسلات مثل الأميرات المشهورات (2006)، نادي أول زوجات (2007)، ثلاثة إخوة (2009)، وعائلة وانغ (2013). وآخرها ما خطب بونغ سانج (2019)، الشقيقات الثوريات (2021)، بالون أحمر (2022-23).

## فيلموغرافيا
- مملكة الغضب (ام بي سي, 1992)
- الشرطة (كي بي إس 2 ، 1994)
- حتى لو هبت الرياح (كي بي اس ، 1995-1996)
- لأنني حقًا ! (كي بي اس ، 1996-1997)
- أنت لا تعرف عقلي (ام بي سي، 1999-2000)
- قواعد الزواج (ام بي سي، 2001)
- تلك المرأة تلتقط الناس (اس بي اس ، 2002)
- شروط التحبيب (KBS2 ، 2004)
- حياتي الوردية (كي بي اس ، 2005)
- الأميرات المشهورات (كي بي اس 2، 2006)
- نادي الزوجات الأول (إس بي إس ، 2007-2008)
- ثلاث أخوة (كي بي اس 2، 2009-2010)
- العيش بأناقة (اس بي اس، 2011-2012)
- عائلة وانغ (كي بي اس 2، 2013-2014)
- لدينا غاب-سون (اس بي اس , 2016-2017)
- ما الخطب! بونغ سانغ (كي بي اس 2 ، 2019)[6]
- الاخوات كوانغ (كي بي اس 2، 2021)[7]
- بالون أحمر (تشو سون تي في ، 2022)[8]
- لا استطيع العيش بدونك (تشو سون تي في ، 2025)[9]

## أنظر ايضا
- كيم سون أوك
- كيم إيون سوك
- كيم ايون هي
- بارك جي إيون

## روابط خارجية
- مون يونغ-نام على موقع IMDb (الإنجليزية)
- مون يونغ-نام في هانسينما